# ゲオルク・ツェンカー
ゲオルク・アウグスト・ツェンカー（Georg August Zenker、1855年6月11日 - 1922年2月6日）はドイツの園芸家、植物学者、動物学者である。中央アフリカで働いた。

## 略歴
ライプツィヒで生まれた。父親のJulius Theodor Zenkerは東洋学者でトルコ・アラビア・ペルシャ語辞典を出版した。母親はロシア語の翻訳家であった。学校を卒業した後、ライプツィヒ大学植物園で園芸家の見習いとして働いた。1875年から1878年まで兵役についた後、イタリアのナポリに移り、植物園で働いた。最初の結婚をするが妻はその年のうちに亡くなった。

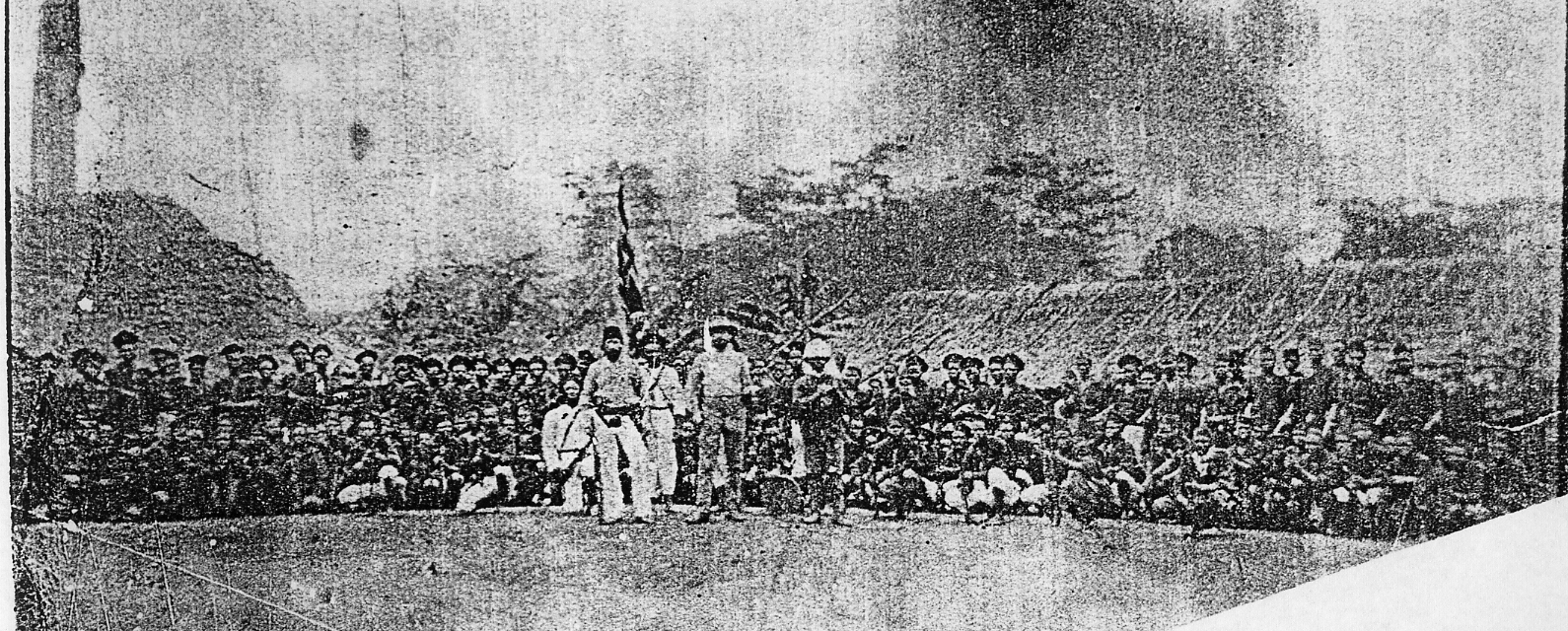
ヤウンデの試験農場、ツェンカーも写っている

1886年の末に、イタリア人の学者、ボーヴェ（Giaccomo Bove）と共にコンゴ盆地の探検を行い、ボーヴェは1887年、ヨーロッパに帰還する途中で没するが、ツェンカーはガボンに留まり、ドイツの実業家、ヴェールマン（Carl Woermann）がアフリカに作った会社などで働き、薬用植物の栽培実験などを行った。その後、探検家のリヒャルト・クント（Richard Kund）が開いたカメルーンのヤウンデの試験農場で働いた。1895年に、一旦ドイツにもどるが、再びカメルーンに渡り、Bipindeで民間人として農園を開き、コーヒー、カカオ、ゴムなどを栽培した。
カメルーンで長年、暮らし、植物学、動物学、民俗学に関する膨大な資料をベルリンに送った。第二次世界大戦で、多くは失われた。
多くの動植物の学名にツェンカーの名前が献名された。以下に例を示す。
- マメ科の植物の属名、Zenkerella
- オオコウモリ科の種、　Scotonycteris zenkeri
- ミツオシエ科の鳥類の種、Melignomon zenkeri
- メクラヘビ科の種、Typhlops zenkeri